# Szmaragd 902
Szmaragd 902 – 17-calowy telewizor typu OT1711 o lampie kineskopowej AW 43-80. Konstrukcja bazuje na 16 lampach i pozwala na odbiór 12 kanałów TV.
Odbiornik ten był ulepszoną wersją odbiornika Szmaragd 901. Był to jeden z pierwszych polskich odbiorników, w którym zastosowano obwody drukowane. 21-calowa wersja tego modelu nosiła nazwę Klejnot.
Zastosowano w nim lampy elektronowe:
- PCC84 – wzmacniacz w.cz.
- PCF82 – mieszacz i heterodyna
- EF80 – I stopień p.cz.
- EF80 – II stopień p.cz.
- EF80 – III stopień p.cz.
- PCL84 – wzmacniacz wizji i kluczowana automatyczna regulacja wzmocnienia
- EF80 – wzmacniacz częstotliwości różnicowej fonii
- PCF82 – ogranicznik amplitudy i I stopień m.cz.
- PL841 – wzmacniacz mocy
- PCF82 – separator impulsów synchronizujących i symetryzator
- EF80 – tranzytronowa, wyzwalana synchronizacja pionowa
- PCL82 – generator i wzmacniacz odchylania pionowego
- PCF82 – generator odchylania poziomego i lampa reaktancyjna
- PL36 – wzmacniacz końcowy linii
- PY81 – dioda tłumiąco-usprawniająca
- EY86 – prostownik wysokiego napięcia
- AW43-80 – kineskop 17"

Odbiornik Szmaragd 902 był produkowany przez Warszawskie Zakłady Telewizyjne na początku lat 60. XX wieku.